# María Jesús Bolta Bronchú
María Jesús Bolta Bronchú   (Meliana, 28 d'octubre de 1958) és una escriptora de literatura infantil i juvenil, professora i traductora valenciana. Col·labora als periòdics Levante-EMV i Diari La Veu.

## Biografia
Es va convertir en emigrant amb unes poques setmanes de vida i al costat dels seus pares i, anys després les seues germanes, va viure la seua infància i joventut a la rodalia de París, França. Va tornar a València per cursar els estudis universitaris, on es va graduar en Filologia Romànica el 1982. Després d'aprovar les oposicions va començar a exercir com a professora de llengua i literatura valencianes en diversos centres d'Educació Secundària. Actualment viu a l'Horta Nord. Està casada i té una filla.

## Premis
- 1993 Premi Samaruc de literatura infantil i juvenil per Les mans d'Amiel[4]
- 1994 Premi Vila de l'Eliana, per Pell-roja, rostre pàl·lid[1]
- 1995 Premi de Literatura Infantil El Vaixell de Vapor, per Vull jugar![1]
- 1997 Premi Samaruc de literatura infantil i juvenil per Vull jugar![4]
- 1998 Premi Vicent Silvestre, per Qui t’ha dit que el món era blanc?[5]
- 2001 Premi Folch i Torres, per Animals![6]
- 2019 Premi Carmesina de narrativa infantil per El cel és blau[7]
- 2020 Premi de la Crítica dels Escriptors Valencians per El cel és blau
- 2024 Premi Lletra lila AELC, a la trajectòria cívica i literària
- 2024 Premi Porrot d'Honor de les Lletres Valencianes, a la trajectòria literària

## Obra[8]
- El sol sense son (Gregal-Consorci d'Editors Valencians, 1987; Camacuc, 1993)
- La cova dels estels (Camacuc, 1990)
- La bruixa Merenga (Camacuc, 1990); Edicions Bromera, 2008)
- Xipi al país dels colors (Institut Municipal de Cultura de Meliana, 1990)
- La lluna m'ha parlat de tu (Camacuc, 1992)
- Les mans d'Amiel (Tàndem Edicions, 1992)
- Pell-roja, rostre pàl·lid (Edicions Bromera, 1995)
- Vull jugar (Editorial Cruïlla, 1996)
- El meu regne per un llit (Edebé, 1998)
- Qui t'ha dit que el món era blanc? (Edicions Bromera, 1999)
- Mira quina estrella! (Edicions Bromera, 2001)
- Una casa amb molts amics (Fundació Bromera per al Foment de la Lectura, 2006)
- Animals! (Editorial La Galera, 2012); (Edicions Bromera, 2012)
- Paraules dolces (Fundació Bromera per al Foment de la Lectura, 2013)
- A l'altra banda de les muntanyes (Edicions del Bullent, 2013)
- Adéu, família (Andana Editorial, 2013)
- El riu dels amants (Fundació Bromera per al Foment de la Lectura, 2014)
- Tu eres la reina (Fundació Bromera per al Foment de la Lectura, 2015)
- En quin planeta vius? (Edicions Voramar, 2017)
- La vida improbable de Joan Fuster (Edicions Tres i Quatre, 2017)
- El cel és blau (Tàndem Edicions, 2017)
- La memòria de les pedres: el teatre romà de Sagunt (Fundació Bromera per al Foment de la Lectura, 2019)
- La lluna m'ha parlat de tu (Edicions Bromera, 2021)
- El bàlsam (Fundació Bromera per al Foment de la Lectura, 2023)
- Holabanana! (Edelvives, 2024)
- Atena t'espera (Edicions Bromera, 2024)